# Orinocogans
De Orinocogans (Neochen jubata) is een vogel uit de familie Anatidae. De wetenschappelijke naam van de soort is voor het eerst geldig gepubliceerd in 1825 door Spix.

## Kenmerken
Het verenkleed van deze 65 cm lange vogel is aan de onderzijde roodbruin en aan de bovenzijde zwart. De kop, hals, borst en schouders zijn geelbruin.

## Voorkomen
De soort komt voor van het Amazoneregenwoud tot noordelijk Argentinië. Hij nestelt in boomholten langs rivieren.

## Beschermingsstatus
De grootte van de populatie wordt geschat op 10-25 duizend volwassen vogels. Op de Rode Lijst van de IUCN heeft de soort de status gevoelig.